# Tolstaja Dubrova
Tolstaja Dubrova (in russo Толстая Дуброва?) è un centro abitato del Territorio dell'Altaj, situato nell'Alejskij rajon.